# Pierre Quillet
Pour les articles homonymes, voir Quillet.
Pierre Quillet, né le 8 octobre 1930 à Amiens (Somme) et mort le 17 décembre 2007, est un homme politique français.

## Biographie
Médecin depuis 1960, Pierre Quillet a créé et anime depuis 1974 le service médical d'urgence et de réanimation de Meaux.
Il soutient Édouard Balladur à la présidentielle de 1995.
Il est tête de liste à Meaux lors des municipales de 1995 mais il est battu par Jean-François Copé,,,.
Pierre Quillet meurt le 17 décembre 2007 à l'âge de 77 ans,.

## Détail des fonctions et des mandats

### Mandats locaux
- 1977 - 1995 : Conseiller municipal de Meaux
- 1971 - 1977 : Adjoint au maire de Meaux
- 1985 - 2004[9] : Conseiller général du canton de Meaux-Nord

### Mandat parlementaire
- 28 mars 1993 - 21 avril 1997 : Député de la 6e circonscription de Seine-et-Marne[10]